# Schloss Vêves

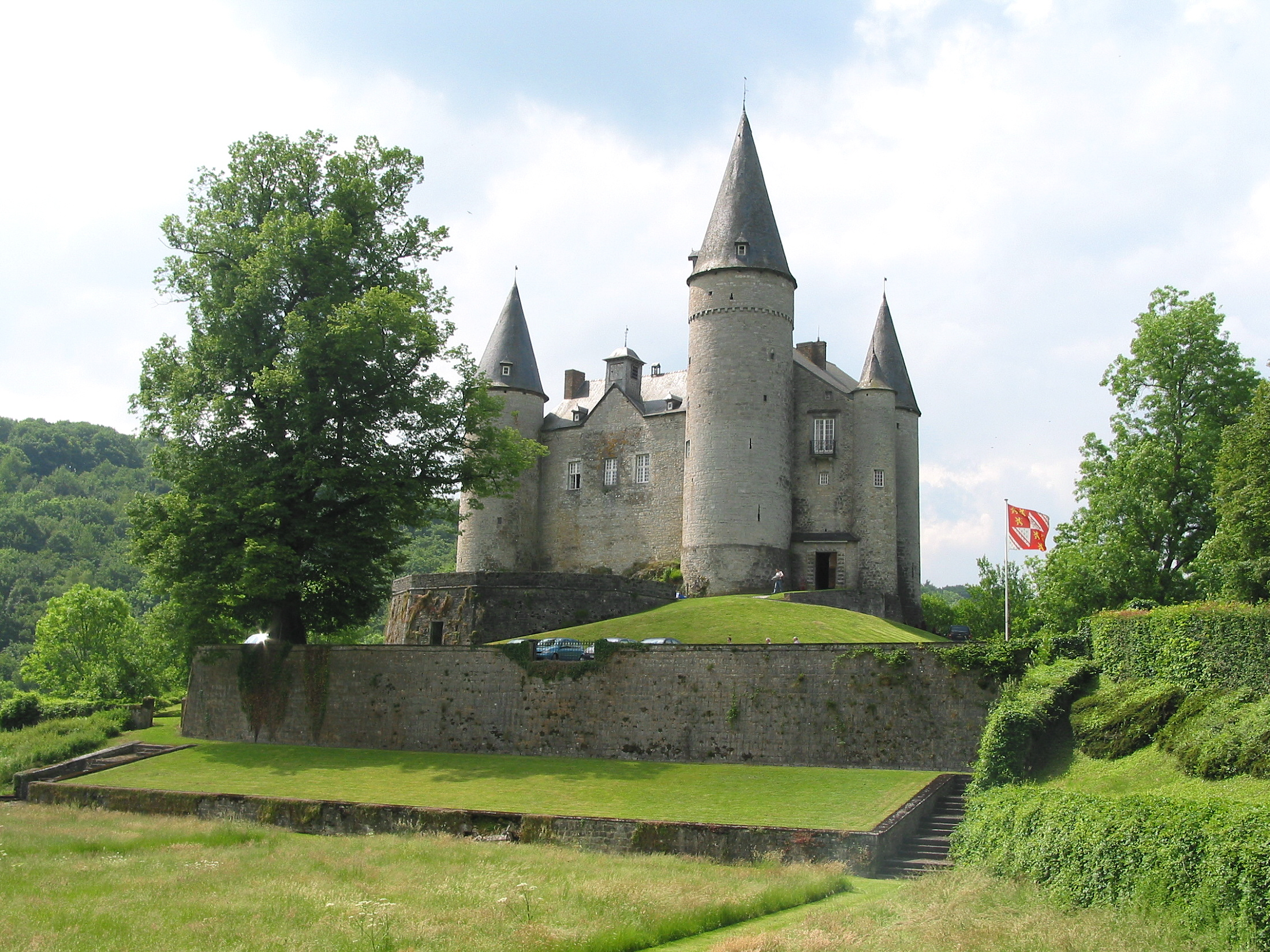
Schloss Vêves, Nordost-Ansicht

Das Schloss Vêves (französisch Château de Vêves), auch Schloss Celles genannt, zählt zu den bemerkenswertesten Beispielen der Schloss- und Burgenarchitektur in der Wallonie. Es steht an einem Zufluss der Lesse einige Kilometer vom Ortsteil Celles der belgischen Gemeinde Houyet, in der Provinz Namur.

## Geschichte
Die Ursprünge der Anlage reichen laut Überlieferungen bis zu Pippin dem Mittleren zurück, der diese strategisch günstige Lage auf der Anhöhe über der Straße Dinant-Rochefort auch wegen der Nähe zur Einsiedelei von Sankt Hadelin in Celles zur Befestigung gewählt haben soll.
Nachweislich seit dem 12. Jahrhundert gehörte das Lehen Celles-Vêves und die damalige Burg zum Besitz der Herren von Beaufort. Wauthier von Beaufort († 1196) wurde durch die Heirat mit Ode von Bretagne Herr über Celles. Nach einer Zerstörung um 1200 ließen die Herren von Beaufort um 1230 eine neue Burg erbauen.
Im Jahr 1466 nahm der Burgherr Ludwig von Beaufort an der Belagerung von Dinant teil, als die Stadt durch den mächtigen und letzten Burgunderherzog Karl den Kühnen zerstört wurde. Zu Beginn des 15. Jahrhunderts brannte die Burg Vêves nahezu vollständig ab, wurde aber anschließend wiederhergestellt.

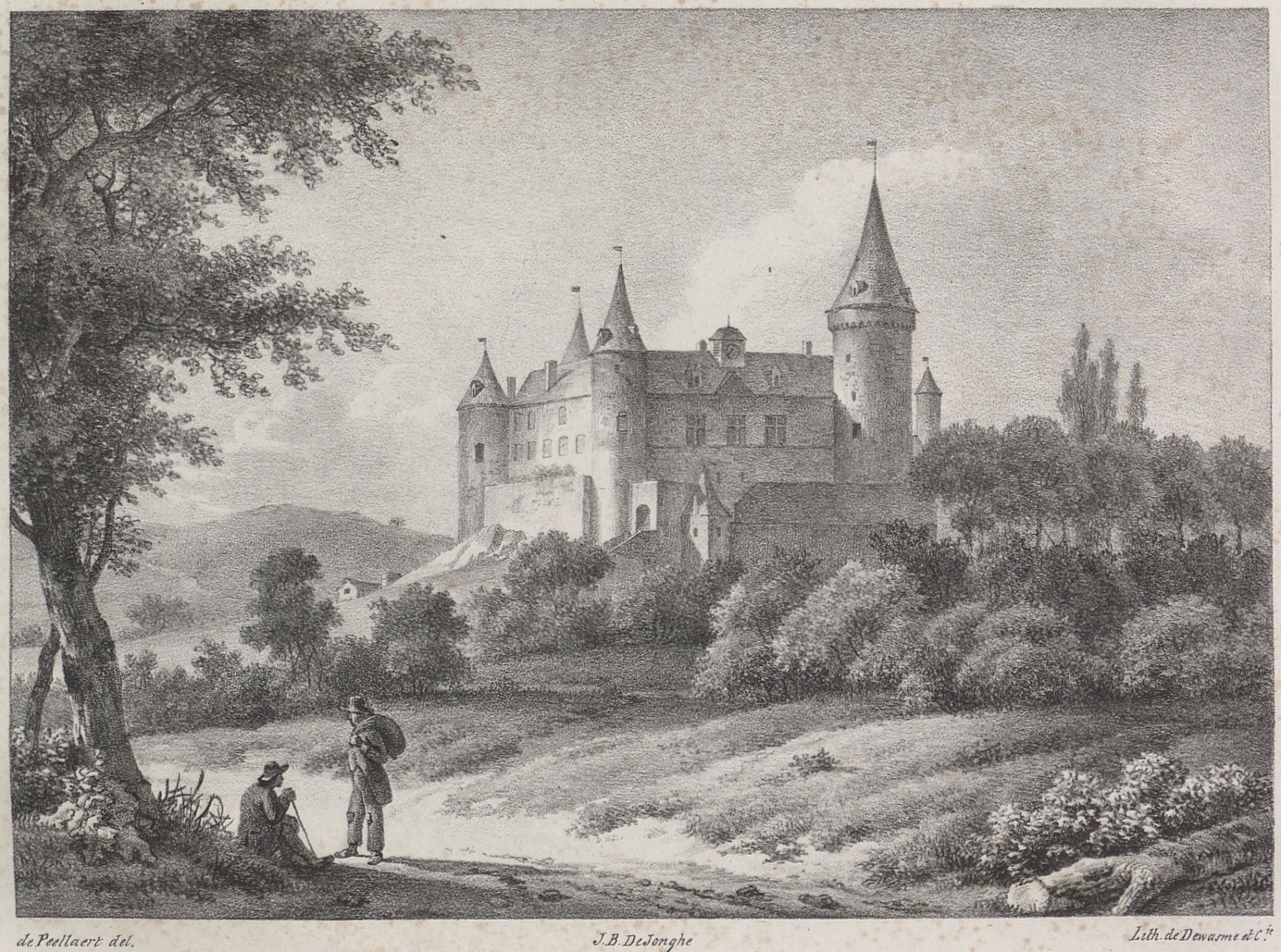
Abbildung des Schlosses aus dem ersten Viertel des 19. Jahrhunderts

Gräfin Marie-Robertine von Beaufort, Erbin des Baroninnentitels von Celles, heiratete 1761 Jacques-Ignace von Gavre, den Grafen von Liedekerke. Ihr Sohn Hilarion von Gavre war der erste Graf von Liedekerke de Beaufort. Seit jener Zeit ist die Anlage im Besitz dieser Familie. Hilarion von Gavre war Marschall am niederländischen Hof und heiratete Julie, Tochter des Vicomte Desandrouin, Schatzmeister der Österreichischen Niederlande. Ihr Sohn Auguste (1789–1855), Botschafter der Niederlande für die Kirchenstaaten, heiratete 1813 Charlotte (1792–1822), Tochter der Marquise de la Tour du Pin-Gouvernet. Augustes und Charlottes Sohn, Hadelin von Gavre, war sehr in der belgischen Politik engagiert und lebte als letzter Erbe auf dem Schloss. Um dessen Zukunft zu sichern, gründete er eine Vereinigung ohne Gewinnerzielungsabsicht (französisch Association sans but lucratif), eine Rechtsform des gemeinnützigen Vereins.
Die nächsten Erben, Graf Aymar (1846–1909) und dessen Sohn Graf Hadelin (1887–1974) lebten nicht mehr auf dem Schloss, sorgten sich aber um die Instandhaltung des Besitzes. Der Verein wurde von Graf Christian de Liederkerke Beaufort (1927–1992) geleitet. Mit staatlicher Hilfe ließ er zwischen 1969 und 1979 umfangreiche Restaurierungsarbeiten am Schloss durchführen. Seit 1986 kümmert sich sein Sohn (* 1955) um dessen Führung und die Erhaltung des Schlosses, das als Museum für Besucher geöffnet ist.

## Kurzbeschreibung

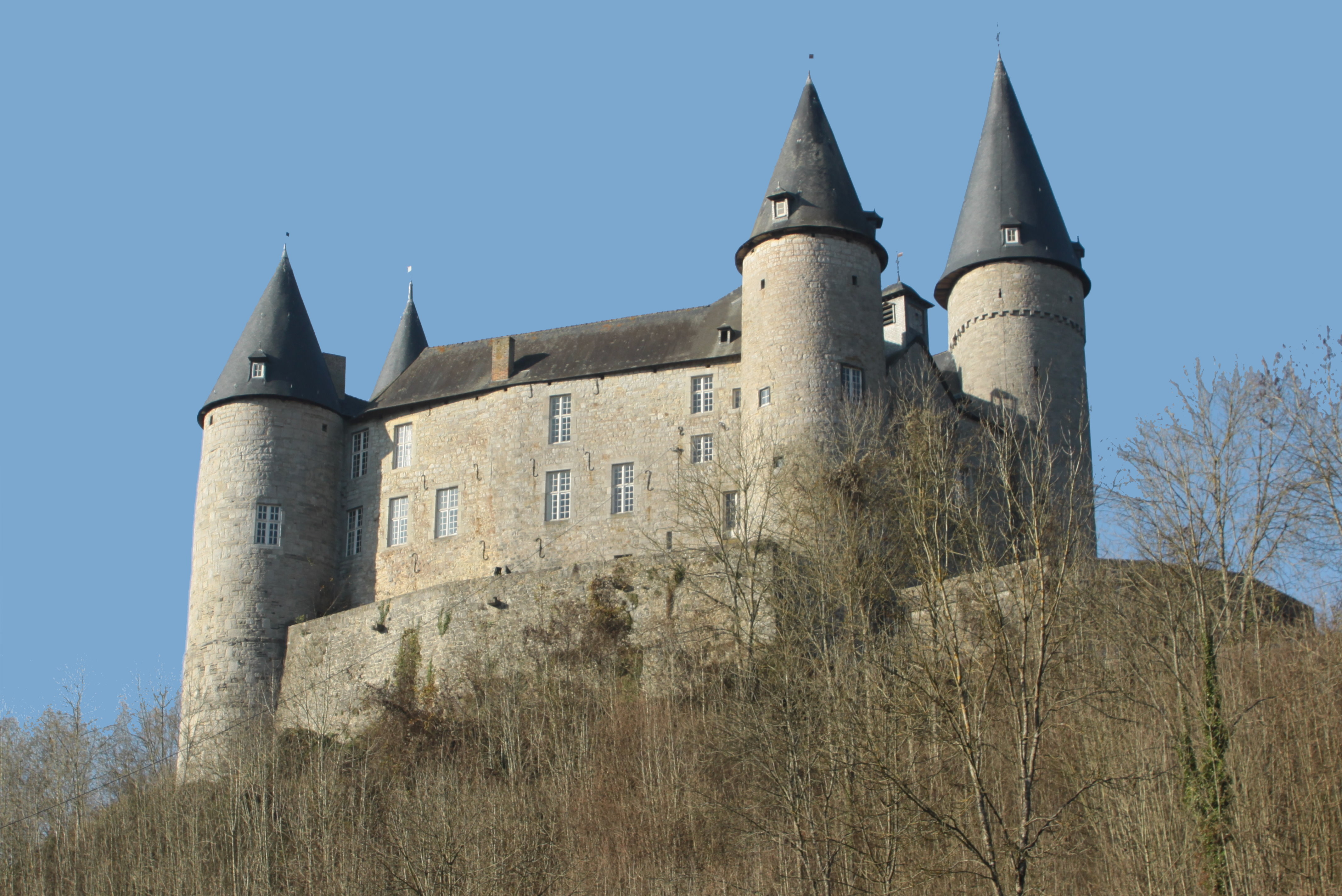
Südost-Ansicht des Schlosses

Die Grundform der Anlage gleicht einem unregelmäßigen Dreieck, umschlossen von vier großen und zwei kleineren Türmen. Ihre Form ist durch die Fläche des Felsen, auf dem sie errichtet wurde, vorgegeben. Während der Renaissance wurde sie komplett umgebaut. In der Zeit Ludwigs XV. ließen die Eigentümer weitere Veränderungen vornehmen, insbesondere an der Inneneinrichtung, den Holzvertäfelungen, Alkoven und Außenfenstern. An der Hofseite sind zwei übereinanderliegende Fachwerk-Galerien erhalten. Sie verbinden den ursprünglichen, Mittelalterlichen Wohnbereich mit einem Flügel des 16. Jahrhunderts. Die einzelnen Räume des Schlosses sind mit Möbeln des 18. Jahrhunderts aus dem Besitz von Gräfin Athénaïs de Mortemart ausgestattet.